# La Bonne Soupe
Pour l’article homonyme, voir La Bonne Soupe (film).
La Bonne Soupe est une pièce de théâtre de Félicien Marceau créée au théâtre du Gymnase à Paris le 20 décembre 1958.
Elle a été adaptée au cinéma par Robert Thomas en 1964 avec Annie Girardot et Marie Bell.

## Théâtre du Gymnase Marie Bell,1958
- Mise en scène : André Barsacq
- Scénographie et costumes : Jacques Noël

Distribution
- Marie Bell : Marie-Paule
- Nicole Courcel : Marie-Paule jeune
- Roland Armontel : Le croupier
- Henri Crémieux : M. Gaston / Joseph
- Jacques d'Herville : Le barman / 4e client
- Madeleine Barbulée : La mère / Angèle / La mère d'Armand
- Daniel Ceccaldi : Roger / 2e client / Mollard
- Claude Mansard : Le client / Le peintre / Ernest
- Jacqueline Jefford : Mme Roger / Mme Thonnard
- Lucien Guervil : Le portier / Alphonse / Raymond / 5e client / L'autre homme
- Tony Jacquot : Le famélique / 3e client / Lecasse
- Odile Astie : La patineuse / La femme de chambre
- Alfred Adam : Odilon
- Eva Damien : Mauricette / Minouche / Berthe
- Jean-Henri Chambois : 1er client / Armand
- Mathilde Casadesus : Irma / Mme Devaux
- Jean Valmence : Jacquot
- Marie Volnay : Jeanine
- Jeanne Moreau

## Théâtre des Célestins,1979etthéâtre Marigny,1980
Création le 14 décembre 1979 au théâtre des Célestins.
- Mise en scène : Jean Meyer
- Scénographie et costumes : Georges Wakhévitch

Distribution
- Danielle Darrieux : Marie-Paule
- Nathalie Juvet : Marie-Paule jeune
- Isabelle Andriolo
- Michèle Bardollet
- Liliane Bertrand
- Caroline Bessiere
- Roger Carel
- Robert Chazot
- Philippe Dumat
- Jacques Dynam
- Anna Gaylor
- Edgar Givry
- Lise Lanoë
- Jean-Louis Le Goff
- Vannick Le Poulain
- Olivier Lejeune
- Francis Lemaire
- Jean Meyer
- Jacqueline Parre
- Patrick Préjean